# Кириллов, Иннокентий
Иннокентий Кириллов — российский дзюдоист, призёр чемпионатов России, чемпион Эстонии.

## Спортивные результаты
- Чемпионат России по дзюдо 1993 года — ;
- Чемпионат России по дзюдо 1995 года — ;
- Чемпионат Эстонии по дзюдо 1997 года — ;
- Чемпионат Эстонии по дзюдо 1999 года — ;